# Perno

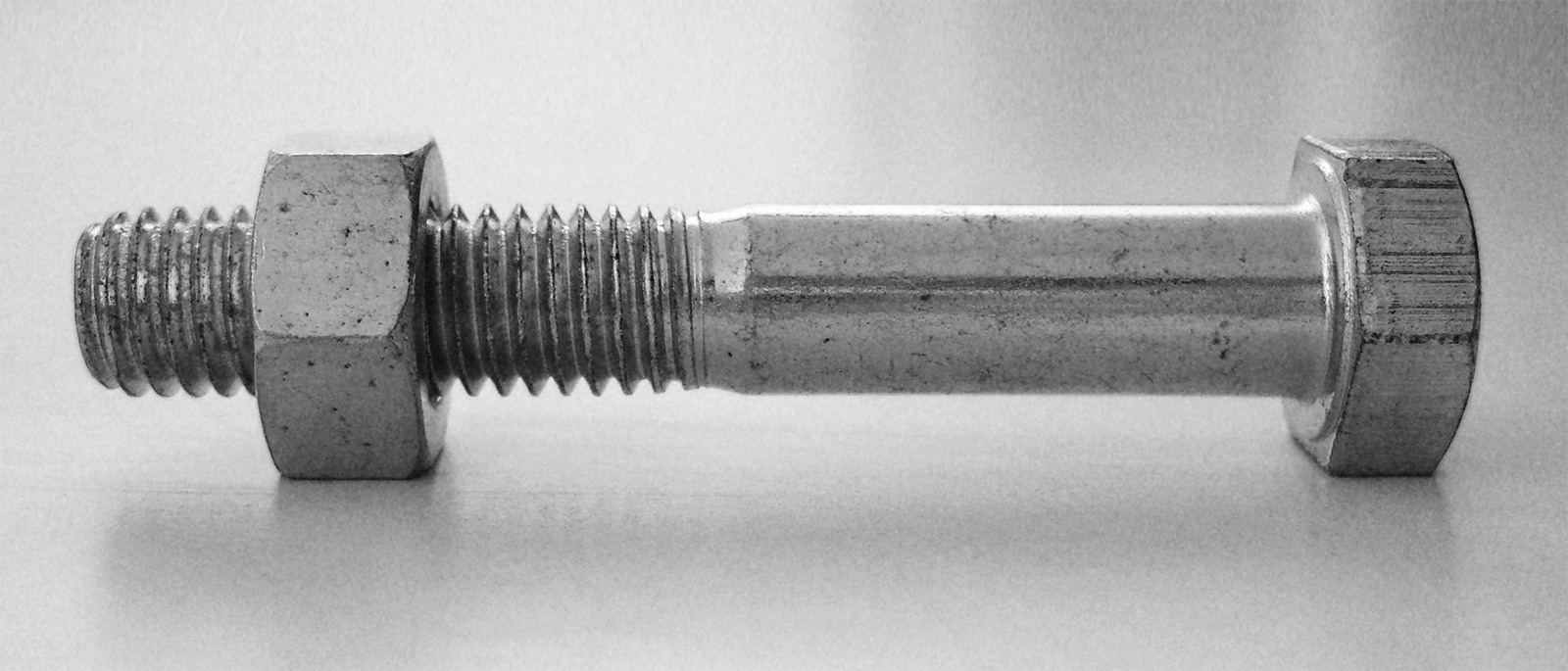
Perno con una tuerca.

El perno es una pieza metálica que puede tener diferentes largos. Es un elemento de unión. Básicamente este elemento metálico con cabeza pasa por perforaciones que permiten unir y fijar cosas. Normalmente son fabricados de acero o hierro de diferentes durezas o calidades. Tienen diferentes tipos de cabezas según sus usos, hexagonales, redondas, avellanadas entre otras. La rosca del perno puede ser métrica o en pulgadas.
Está relacionada con el tornillo, pero tiene un extremo de cabeza redonda, una parte lisa, y otro extremo roscado para la chaveta, tuerca, o remache, y se usa para sujetar piezas en una estructura, por lo general de gran volumen. Un espárrago, en cambio, es un perno sin cabeza, roscado en sus dos extremos.

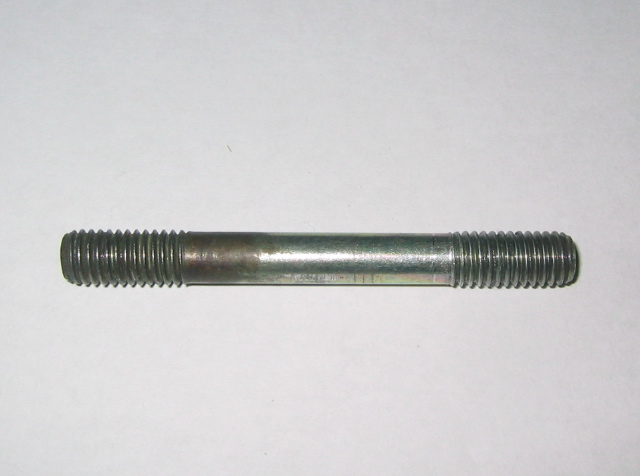
Un espárrago, roscado en sus dos extremos.

## Etimología
Según la RAE, procede del catalán "pern", y este del latín "perna", 'pierna'.

## Tipos

### Perno con caja excéntrica

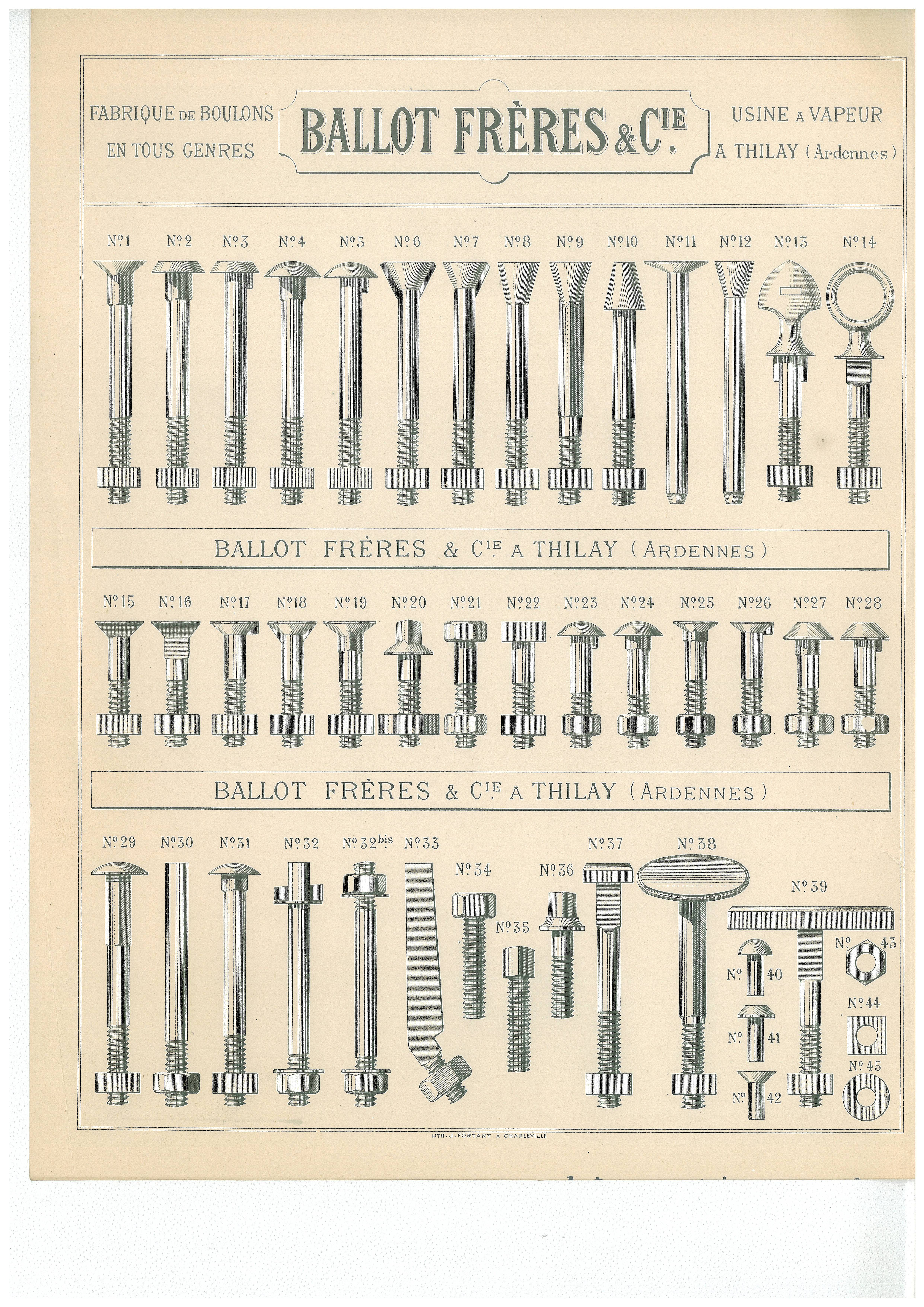
Tabla de modelos de pernos.

Con la popularización de la venta de muebles desmontados para su ensamblaje por el usuario, se han investigado nuevos mecanismos que facilitan el montaje. El perno con caja excéntrica es un mecanismo que permite una fuerte sujeción en muebles de aglomerado de madera sin necesidad de herramientas especializadas, requiriendo solo un destornillador o una llave Allen.
Para su montaje, el perno se introduce manualmente en la pieza con la rosca. La caja excéntrica se encaja en un orificio de la otra pieza. Al superponer ambas piezas y enroscar la excéntrica, las piezas quedan fuertemente sujetas.

### Pernos autosoldables
Los pernos autosoldables son esencialmente un proceso de soldadura de arco eléctrico, utilizando el perno mismo como electrodo. El perno y el casquillo de cerámica (ferrule) son colocados sobre una base y después se acciona el mecanismo para realizar la soldadura.
La punta del perno es presionada contra la pieza a trabajar y el gatillo es accionado. El arco eléctrico formado entre el perno y la superficie a trabajar, crea un charco de metal derretido que es confinado en el chasquillo de cerámica, quedando el perno materialmente ahogado en el charco. El metal se solidifica en pocas décimas de segundo y el perno queda absolutamente soldado por su base. Reguladores de tiempo de uso pesado controlan cada paso del proceso.
La principal razón de implementación de este proceso es reducir costos incrementando la velocidad de instalación de los pernos. Una manufacturera y distribuidora de pernos autosoldables y equipo para realizar el proceso es Nelson Stud Welding.